# 作木口車站
34°51′36.98″N 132°42′25.46″E / 34.8602722°N 132.7070722°E
作木口車站（日语：／ Sakugiguchi eki */?）曾是屬於西日本旅客鐵道（JR西日本）三江線的鐵路車站，位於島根縣邑智郡邑南町。站名源自於江之川對岸的廣島縣三次市作木地區（2004年4月1日之前為作木村），意為進出作木村的門戶。
三江線活化協議會將此站暱稱命名為「胴之口」（胴の口），取自島根縣西部與廣島縣西北部流傳的傳統神樂——石見神樂。

## 歷史
- 1963年（昭和38年）6月30日 - 日本國有鐵道三江南線延伸至口羽車站，此站開始營業。
- 1975年（昭和50年）8月31日 - 三江線全線通車，成為三江線的車站。
- 1987年（昭和62年）4月1日 - 隨著國鐵分割民營化，成為西日本旅客鐵道所管轄的車站。
- 2018年4月1日 - 因三江線全線停駛廢線，隨之停止營運而廢站。

## 車站構造

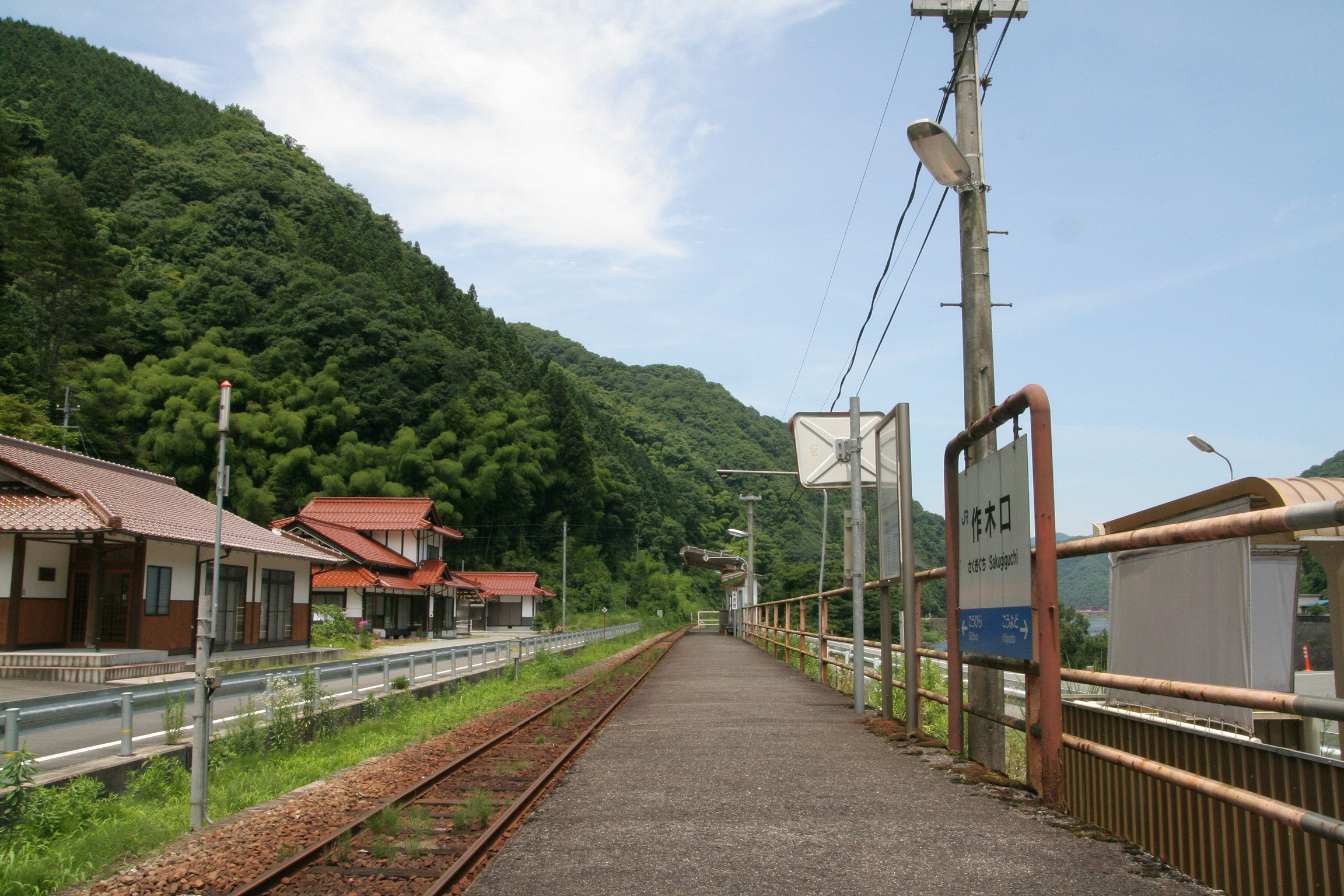
站場（2008年7月9日）

此站為地面車站，位於江之川岸邊，未設站房，往三次車站方向的左側設有一股軌道與側式月台一座，月台上設有候車室。此站未裝設自動售票機等設備。站外有座跨越江之川的橋通往作木地區。

## 使用狀況
根據島根縣的統計資料與《三江線沿線地域公共交通網形成計劃》所記載之每日平均乘客人數如下：
| 乘車人數推移 | 乘車人數推移 |
| 年度         | 1日平均人數  |
| ------------ | ------------ |
| 1984         | 13           |
| 1994         | 15           |
| 1999         | 10           |
| 2000         | 12           |
| 2001         | 10           |
| 2002         | 14           |
| 2003         | 12           |
| 2004         | 11           |
| 2005         | 6            |
| 2006         | 5            |
| 2007         | 5            |
| 2008         | 9            |
| 2009         | 6            |
| 2010         | 10           |
| 2011         | 7            |
| 2012         | 9            |
| 2013         | 6            |
| 2014         | 9            |
| 2015         | 7            |

## 相鄰車站
西日本旅客鐵道（JR西日本）
 三江線
江平－作木口－香淀

## 外部連結
- （日語）JR西日本（作木口駅）（页面存档备份，存于）
- （日語）ぶらり三江線WEB：作木口 - 三江線改良利用促進期成同盟会・三江線活性化協議会。